# Frameserver
Frameserver – aplikacja, która przekazuje obraz wideo bezpośrednio do innej aplikacji. 
Większość frameserverów potrafi to robić poprzez tworzenie fałszywego pliku, który inne programy mogą odczytać jakby to był bardzo duży (nieskompresowany) plik AVI. 